# Kazimierz Laskowski
Kazimierz Laskowski (Troick (Oblast' di Čeljabinsk), 7 novembre 1899 – Varsavia, 20 ottobre 1961) è stato uno schermidore polacco, vincitore di una medaglia di bronzo nella scherma ai giochi olimpici. Nel 1916, Laskowski si unì alla Società Ginnastica Polacca "Sokół" a Varsavia. Si allenò in pugilato, atletica leggera e scherma. Vinse due campionati polacchi di scherma nella specialità di spada (1929, 1931) e un campionato polacco nella specialità di sciabola (1930). Negli anni '30, fu allenatore di scherma e pugilato presso l'Istituto Centrale per l'Esercizio Fisico a Varsavia.